# Damien Guyonnet
Pour les articles homonymes, voir Guyonnet.
Damien Guyonnet, né le 1er février 1992, est un céiste français. Il est le frère de Gaëtan Guyonnet.

## Palmarès
- Championnats du monde de descente 2012
  -  Médaille d'or en C2 classique par équipe.
  -  Médaille d'or en C2 sprint par équipe.
  -  Médaille d'argent en C2 sprint avec Gaëtan Guyonnet.
- Championnats du monde de descente 2013
  -  Médaille d'or en C2 sprint par équipe.
- Championnats du monde de descente 2014
  -  Médaille d'or en C2 classique par équipe.
  -  Médaille d'or en C2 sprint par équipe.